# 鵠川
鵠川（くぐいがわ）は、徳島県阿南市を流れる二級河川である。

## 地理
阿南市橘町の一升ヶ森より同市内を通過し紀伊水道に注ぐ。
河川沿いには徳島県道35号阿南相生線が走る。名前は橘町の字名から付けられており、かつてこの地には那賀郡鵠村が存在した。

## 流域の主な施設
- 徳島県道35号阿南相生線
- 阿南クリーンセンター

## 流域の自治体
徳島県
阿南市